# Майорчик, Варвара Евстафьевна
Варвара Евстафьевна Майорчик (4 декабря 1916, Лучицы, Минская губерния — 16 июня 1986, Москва) — советский учёный-нейрофизиолог и электрофизиолог, одна из основоположников метода клинической электроэнцефалографии, доктор биологических наук (1961), профессор (1970). Заслуженный деятель науки РСФСР (1978). Лауреат Государственной премии СССР в области науки и техники (1987).

## Биография
Родилась 4 декабря 1916 года в селе Лучицы, Минского уезда Минской губернии в крестьянской семье.
С 1924 года В. Е. Майорчик проживала в городе Ленинграде у своей старшей сестры. В 1933 году  закончила Ленинградскую среднюю школу.
В 1939 году окончила биологический факультет Ленинградского государственного университета, в период учёбы специализировалась на кафедре  нейрофизиолога, академика А. А. Ухтомского.
С 1939 года обучалась в аспирантуре по нейрофизиологии Института мозга имени В. М. Бехтерева, первая научная работа В. Е. Майорчик была посвящена анализу субординационных явлений в нервной системе. С 1941 года после начала Великой Отечественной войны, В. Е. Майорчик была включена в работу комплексной бригады по оборонной тематике. Бригада занималась изучением влияния бессонницы и переутомления на электрокардиограмму и сенсорную хронаксию человека. В 1942 году В. Е. Майорчик  была эвакуирована из блокадного Ленинграда в Сибирь. В Новосибирске она работала — заведующей библиотекой Центрального РК ВКП(б).
С 1943 года после возвращения из эвакуации в Москву начала работать  в НИИ нейрохирургии имени Н. Н. Бурденко — младший научный сотрудник, старший научный сотрудник. В 1961 году защитила докторскую диссертацию. С 1963 по 1986 годы — руководитель лаборатории клинической нейрофизиологии и исследования вегетативных функций НИИ нейрохирургии имени Н. Н. Бурденко. Работала вместе с учёным—электрофизиологом, академиком В. С. Русиновым.
В. Е. Майорчик занималась изучением природы очага патологической электрической активности при локальных поражениях мозга и механизмы взаимодействия различных образований мозга в таламокортикальной системе и генез синхронизации ритмики в электроэнцефалографии, системную регуляцию сердечно-сосудистой деятельности и двигательных реакций человека в норме и при локальных поражениях мозга. В. Е. Майорчик является пионером интраоперационного использования электрофизиологических методик и внесла большой вклад в разработку теоретических проблем функциональной нейрохирургии (болевые синдромы, гиперкинезы, эпилепсия). В 1987 году «за разработку и применение методов диагностики и прогнозирования функционального состояния мозга человека» В. Е. Майорчик была удостоена — Государственной премии СССР.
Благодаря исследованиям профессора В. Е. Майорчик клиническая электроэнцефалография была широко внедрена в практику работы нейрохирургических и неврологических отделений СССР. С 1952 года В. Е. Майорчик была привлечена к исследованиям кремлёвского контингента пациентов,ЭЭГ-кривые многих членов Политбюро ЦК КПСС и ведущих коммунистических деятелей мира в том числе и  Фиделя Кастро, прошли через её руки. Помимо научной деятельности  В. Е. Майорчик активно занималась и преподавательской деятельностью — читала лекции по нейрохирургии в Центральном институте усовершенствования врачей  и вела спецкурс для студентов МГУ.
Умерла 16 июня 1986 года в Москве от ракового заболевания.

## Основные работы
- Майорчик В. Е. Общие и локальные изменения электрической активности коры и подкорковых структур при нейрохирургических операциях на различных уровнях центральной нервной системы / Академия медицинских наук СССР. - Москва : 1960 г. — 26 с.
- Майорчик В. Е. Клиническая электрокортикография : Исследования во время нейрохирургических операций / Ленинград : Медицина. Ленингр. отд-ние, 1964 г. — 228 с.

## Награды
- Орден Трудового Красного Знамени
- Государственная премия СССР в области науки и техники (1987 — «за разработку и применение методов диагностики и прогнозирования функционального состояния мозга человека»
- Заслуженный деятель науки РСФСР (1978)

## Память
- С 19 по 21 мая 2016 года в ФГАУ «НИИ НХ» Минздрава России проводилась Конференция «Нейрофизиологические и ультразвуковые исследования в неврологии и нейрохирургии» — посвящённая 100 — летию со дня рождения профессора В. Е. Майорчик